# Халытасё
Халытасё (устар. Халыта-Сё) — река в России, течёт по территории Заполярного района Ненецкого автономного округа. Вытекает из озера Халытато. Устье реки находится в 37 км по левому берегу реки Большая Пула на высоте 20 м над уровнем моря. Длина реки составляет 18 км.

## Данные водного реестра
По данным государственного водного реестра России относится к Двинско-Печорскому бассейновому округу, водохозяйственный участок реки — Печора от водомерного поста Усть-Цильма и до устья, речной подбассейн реки — бассейны притоков Печоры ниже впадения Усы. Речной бассейн реки — Печора.
Код объекта в государственном водном реестре — 03050300212103000083223.